# Klaus Zerta

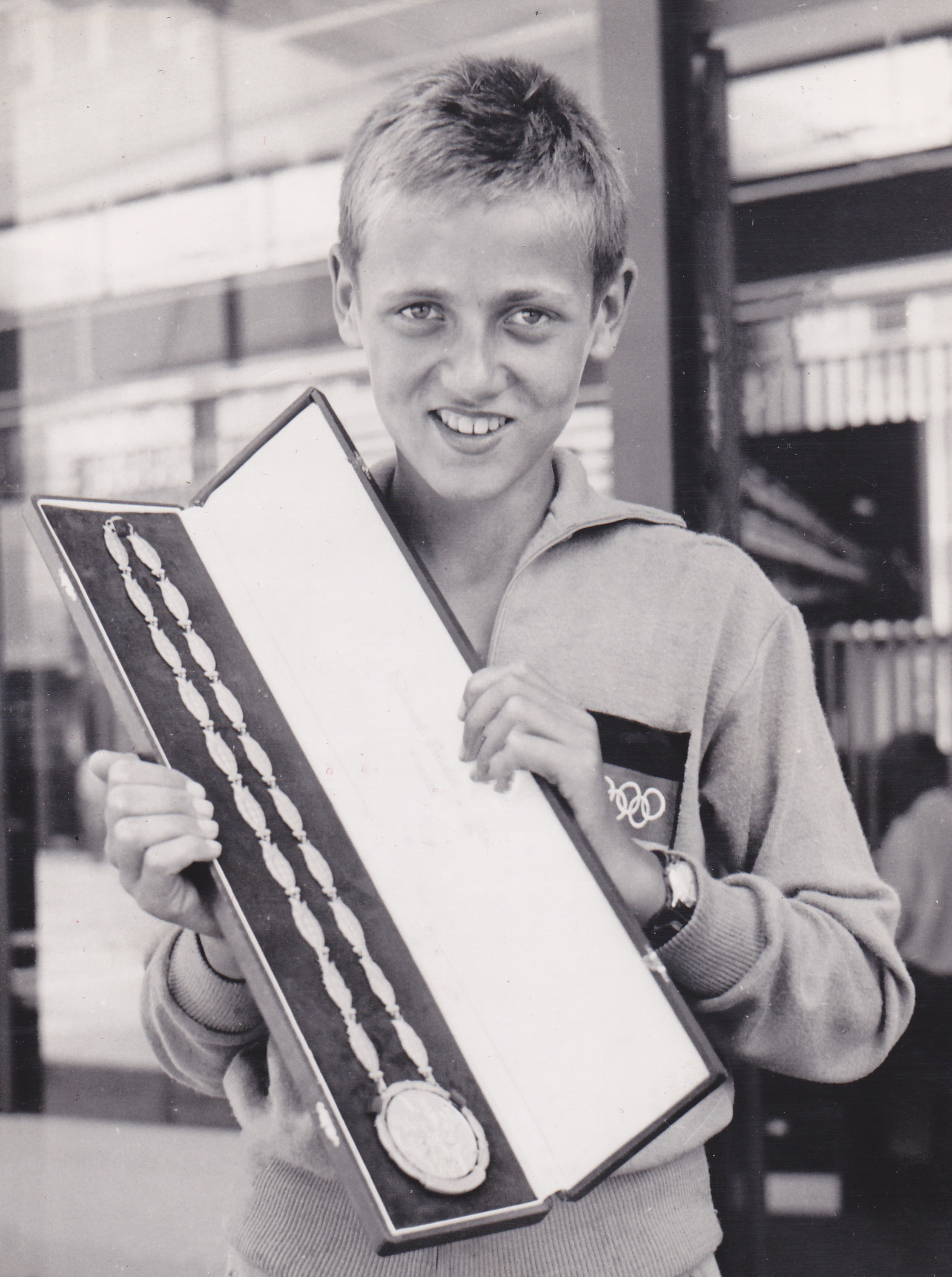
Klaus Zerta, 1960

Klaus Zerta (* 25. November 1946 in Gelsenkirchen) ist ein ehemaliger Ruderer aus der Bundesrepublik Deutschland, der 1960 Olympiasieger im Zweier mit Steuermann wurde.
Er begann 1959 mit dem Rudersport und wurde 1960 als Steuermann Zweiter bei der Deutschen Meisterschaft. Er steuerte den Zweier mit Bernhard Knubel und Heinz Renneberg bei der gesamtdeutschen Olympiaqualifikation, dieses Boot siegte und wurde für die Spiele in Rom nominiert.
Bei den Olympischen Spielen 1960 in Rom fanden die Regatten auf dem Albaner See statt. Das deutsche Boot gewann den Vorlauf in 7:31,64 Minuten. Im Endlauf siegte das Boot in 7:29,14 mit einer knappen Sekunde Vorsprung auf das Boot aus der Sowjetunion. Damit wurde er im Alter von 13 Jahren und 283 Tagen zum jüngsten deutschen Olympiasieger überhaupt. Er war allerdings deutlich älter als jener dem Namen nach unbekannte Junge in einem geschätzten Alter zwischen sieben und zwölf Jahren, der bei den Olympischen Spielen 1900 in Paris als Steuermann bislang jüngster Olympiasieger wurde. 
Zerta erhielt dafür das Silberne Lorbeerblatt.
Der Schüler vom Ruderverein Gelsenkirchen wurde später Techniker. Bis 1974 blieb er dem Rudersport verbunden. Später wurde er Übungsleiter im Tennis. Er lebt heute in Dülmen-Buldern.